# محوطه حمام قدیمی درگاه
محوطه حمام قدیمی درگاه مربوط به دوران‌های تاریخی پس از اسلام است و در شهرستان رودسر، بخش رحیم‌آباد، روستای درگاه واقع شده و این اثر در تاریخ ۲۷ بهمن ۱۳۸۲ با شمارهٔ ثبت ۱۱۰۰۱ به‌عنوان یکی از آثار ملی ایران به ثبت رسیده‌است.